# Cnesterodon omorgmatos
Cnesterodon omorgmatos är en fiskart som beskrevs av Paulo Henrique Franco Lucinda och Julio C. Garavello 2001. Cnesterodon omorgmatos ingår i släktet Cnesterodon och familjen Poeciliidae. Inga underarter finns listade i Catalogue of Life.